# Eptinézumab
L'eptinézumab, commercialisé sous le nom de Vyepti par le groupe Lundbeck, est un anticorps monoclonal IgG1 humanisé, mais non glycosylée, qui se lie au peptide relié au gène de la calcitonine (CGRP) et empêche ainsi son activité biologique.

## Efficacité
Donné par voie intraveineuse toutes les 12 semaines, il permet de réduire le nombre de crises migraineuses ainsi que la durée totale des jours avec migraines. Il est également efficace pour réduire la durée de la crise migraineuse lorsqu'il est administré pendant la crise.
En février 2020, l'eptinézumab est approuvé par la Food and Drug Administration (FDA) pour le traitement de la migraine chronique.